# Ур (коммуна)
Ур (фр. Hours) — коммуна во Франции, находится в регионе Аквитания. Департамент — Атлантические Пиренеи. Входит в состав кантона Валле-де-л’Ус и дю Лагуэн. Округ коммуны — По.
Код INSEE коммуны — 64266.

## География

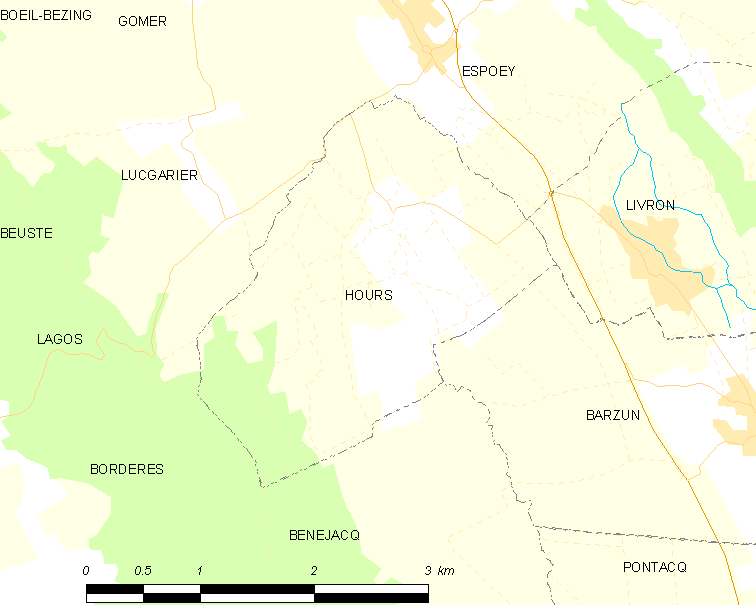
Карта коммуны

Коммуна расположена приблизительно в 660 км к югу от Парижа, в 185 км южнее Бордо, в 19 км к юго-востоку от По.

### Климат
Климат тёплый океанический. Зима мягкая, средняя температура января — от +5°С до +13°С, температуры ниже −10 °C бывают редко. Снег выпадает около 15 дней в году с ноября по апрель. Максимальная температура летом порядка 20-30 °C, выше 35 °C бывает очень редко. Количество осадков высокое, порядка 1100 мм в год. Характерна безветренная погода, сильные ветры очень редки.

## Население
Население коммуны на 2010 год составляло 235 человек.
| 1962 | 1968 | 1975 | 1982 | 1990 | 1999 | 2010 |
| ---- | ---- | ---- | ---- | ---- | ---- | ---- |
| 219  | 205  | 195  | 188  | 196  | 169  | 235  |

## Администрация
| Период | Период | Фамилия               | Партия | Примечания |
| ------ | ------ | --------------------- | ------ | ---------- |
| 1995   | 2001   | Жозеф Ламазу-Бетбедер |        |            |
| 2001   | 2014   | Анни Пебоск           |        |            |
| 2014   | 2020   | Оливье Ларбиуз        |        |            |

## Экономика
В 2010 году среди 136 человек трудоспособного возраста (15-64 лет) 118 были экономически активными, 18 — неактивными (показатель активности — 86,8 %, в 1999 году было 71,4 %). Из 118 активных жителей работали 112 человек (64 мужчины и 48 женщин), безработных было 6 (1 мужчина и 5 женщин). Среди 18 неактивных 4 человека были учениками или студентами, 11 — пенсионерами, 3 были неактивными по другим причинам.

## Достопримечательности
- Церковь Св. Иоанна Крестителя (1867 год)[4]